# والت فرايزر
والت فرايزر (بالإنجليزية: Walt Frazier) مواليد 29 مارس 1945 في أتلانتا، هو لاعب كرة سلة أمريكي سابق بدأ مسيرته الاحترافية في سنة 1967. يبلغ طوله 6 قدم 4 بوصة (1.9 م). اعتزل اللعب في 1980.

## فرق لعب لها
- نيويورك نيكس
- كليفلاند كافالييرز

## روابط خارجية
- والت فرايزر على موقع IMDb (الإنجليزية)
- والت فرايزر على موقع الموسوعة البريطانية (الإنجليزية)
- والت فرايزر على موقع إن إن دي بي (الإنجليزية)
- والت فرايزر على موقع قاعدة بيانات الفيلم (الإنجليزية)
- والت فرايزر على موقع إن بي أي (الإنجليزية)
- والت فرايزر على موقع سبورتس رفرنس (الإنجليزية)
- والت فرايزر على موقع كلية كرة السلة في سبورتس رفرنس.كوم (الإنجليزية)
- والت فرايزر على موقع ريلجم (الإنجليزية)
- والت فرايزر على موقع بروبوليرز (الإنجليزية)
- والت فرايزر على موقع قاعة المشاهير الجامعة الوطنية لكرة السلة (الإنجليزية)